# Gare d’Hayange
Gare d’Hayange vasútállomás Franciaországban, Hayange településen.

## Vasútvonalak
Az állomást az alábbi vasútvonalak érintik:
- Mohon–Thionville-vasútvonal

## Kapcsolódó állomások
A vasútállomáshoz az alábbi állomások vannak a legközelebb:
- Gare de Thionville
- Gare d’Uckange
- Gare d’Audun-le-Roman